# Kapelle (Schillwitzried)

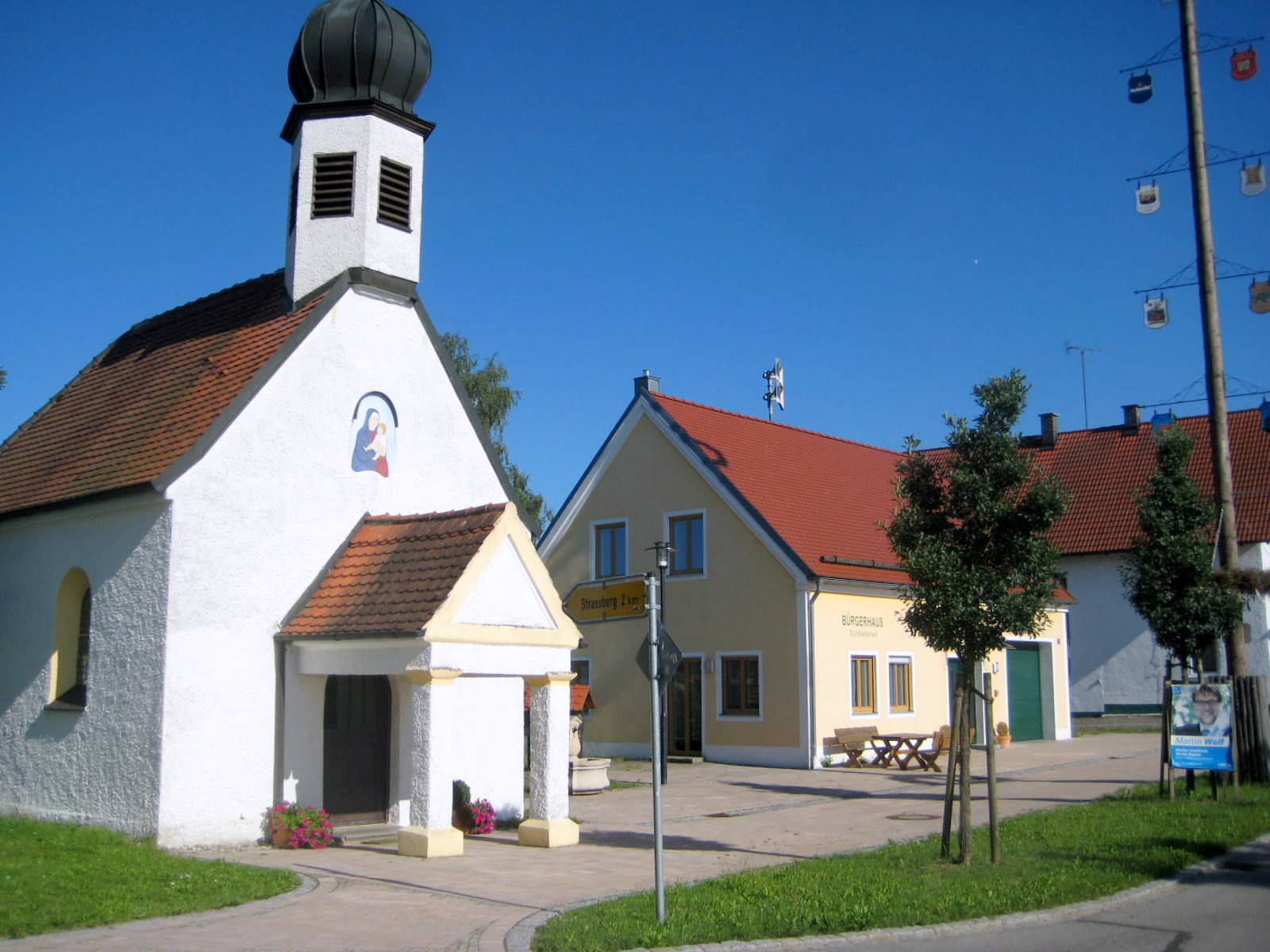
Kapelle in Schillwitzried

Die Kapelle in Schillwitzried, einem Ortsteil der Stadt Geisenfeld im oberbayerischen Landkreis Pfaffenhofen an der Ilm, wurde 1911 errichtet. Die Kapelle in der Nähe Ilmendorfer Straße gehört zu den geschützten Baudenkmälern in Bayern.
Der dreiseitig geschlossene Satteldachbau mit polygonalem Dachreiter mit Zwiebelhaube und kleinem Vorbau besitzt im Inneren eine Flachdecke mit einem Bild Gottvaters im Strahlenkranz aus der Bauzeit.
Der Altar mit klassizistischen Ornamenten enthält ein Bild der Maria mit Jesus und Johannesknaben.